# Chrysler Valiant Utility
Chrysler Valiant Utility – samochód osobowo-dostawczy klasy wyższej produkowany pod amerykańską marką Chrysler w latach 1965–1978.

## Pierwsza generacja

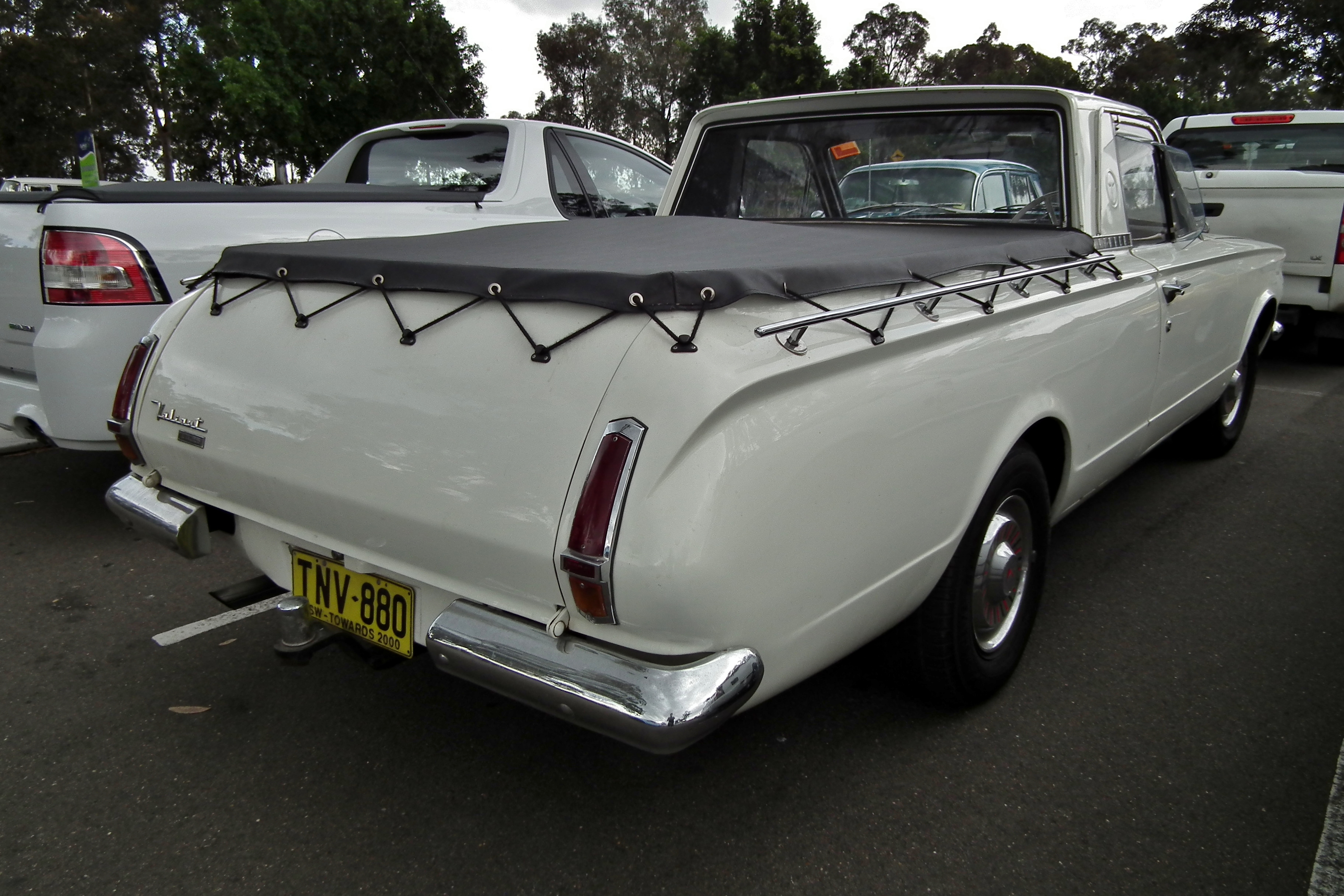
Chrysler Valiant Utility I – tył

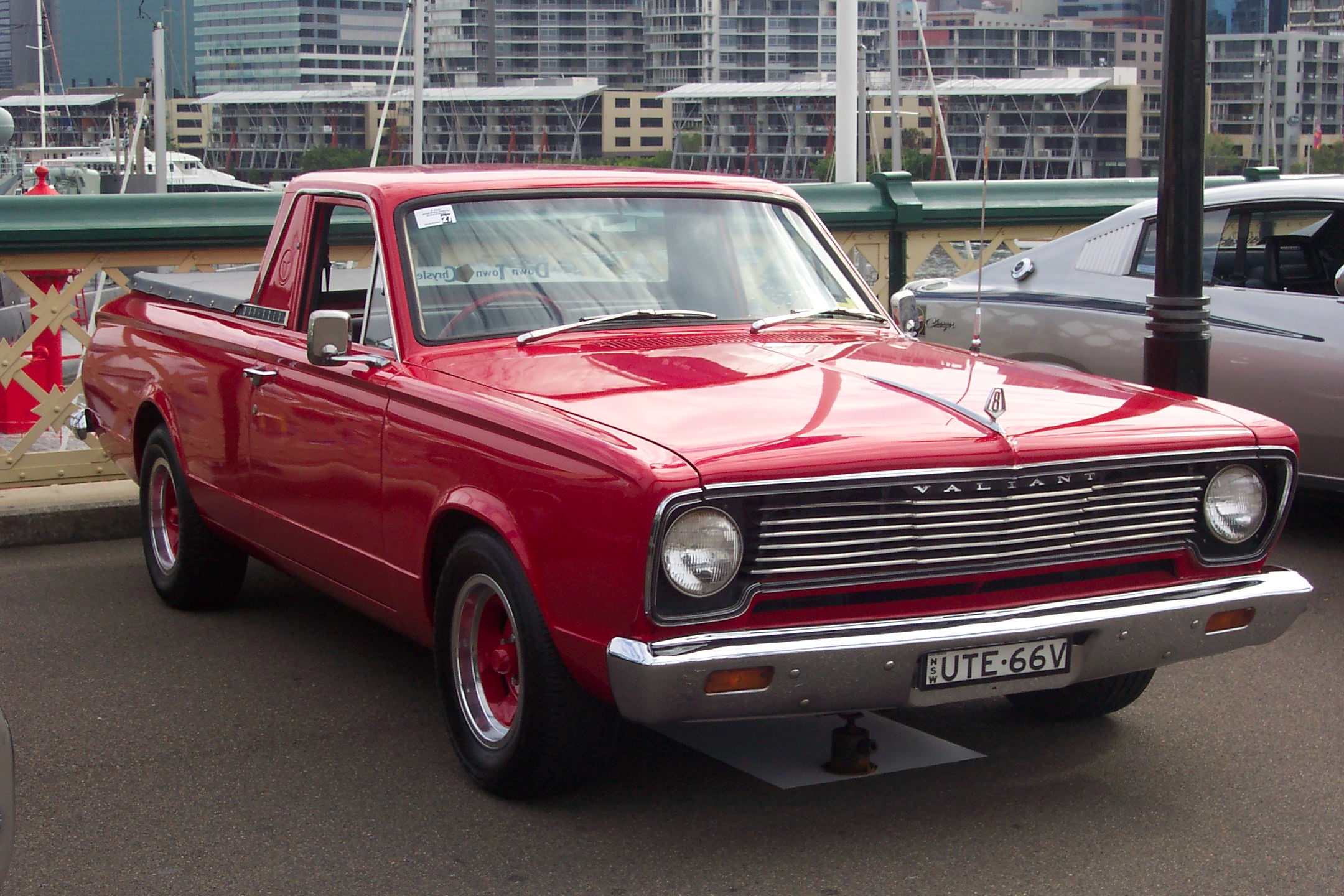
Chrysler Valiant Utility I po liftingu

Chrysler Valiant Utility I został zaprezentowany po raz pierwszy w 1965 roku.
Wraz z drugą modernizacją modelu Valiant drugiej generacji, australijski oddział Chryslera podjął decyzję o poszerzeniu swojego lokalnego portfolio o opartego na nim dwumiejscowego pickupa o osobowo-dostawczym charakterze typu coupe utility. Chrysler Valiant Utility przyjął formułę tożsamą z konkurencyjnym Fordem Falconem Ute, charakteryzując się dużą, otwartą przestrzenią transportową stanowiącą większość przestrzeni nadwozia.

### Lifting
W 1966 roku Chrysler Valiant Utility I przeszedł drobną modernizację, która obejmowała zmiany w wyglądzie pasa przedniego. Podobnie jak w modelu Valiant, pojawiła się poprzeczka i przestylizowane zderzaki.

### Silniki
- L6 3.7l
- V8 4.5l

## Druga generacja

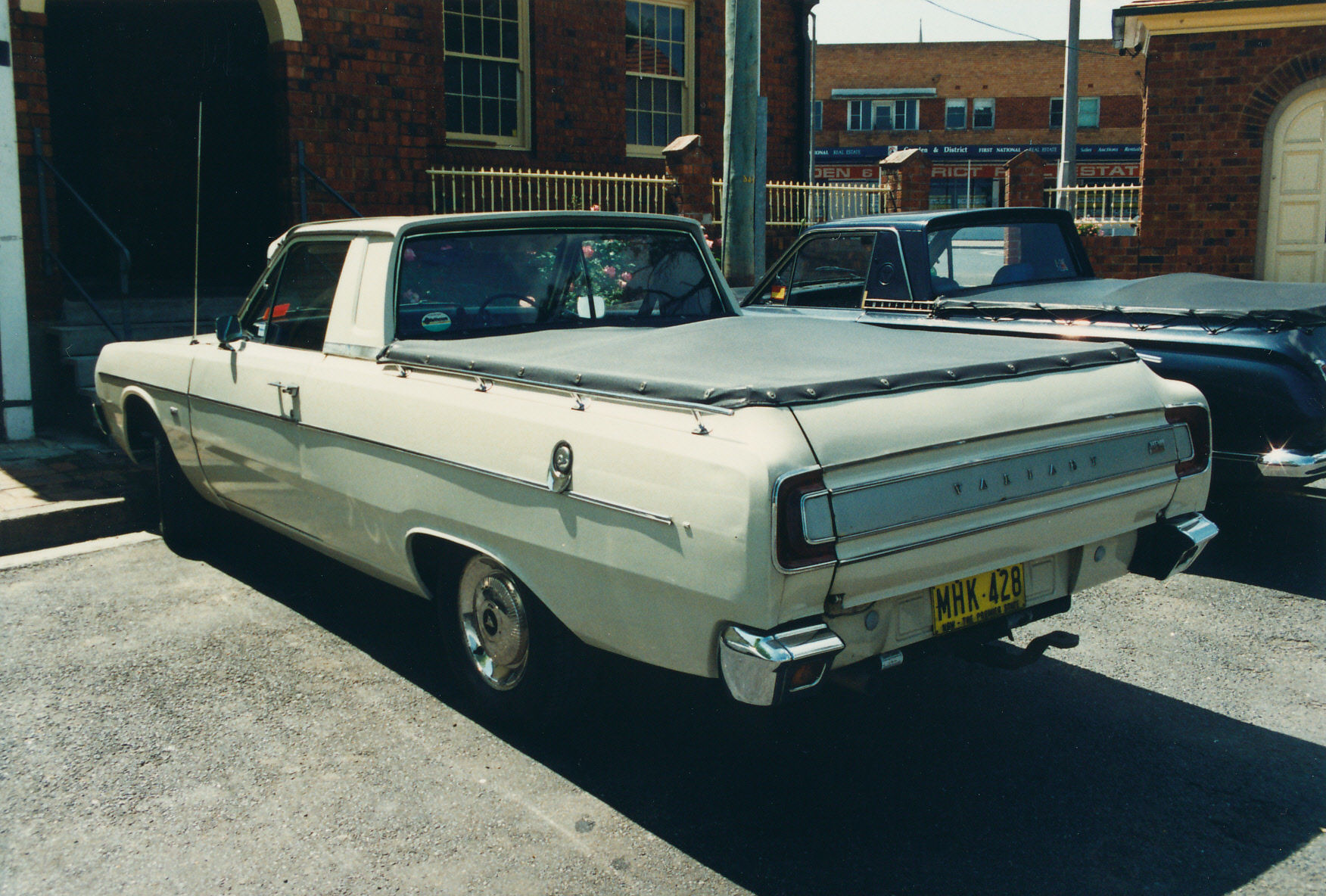
Chrysler Valiant Utility II – tył

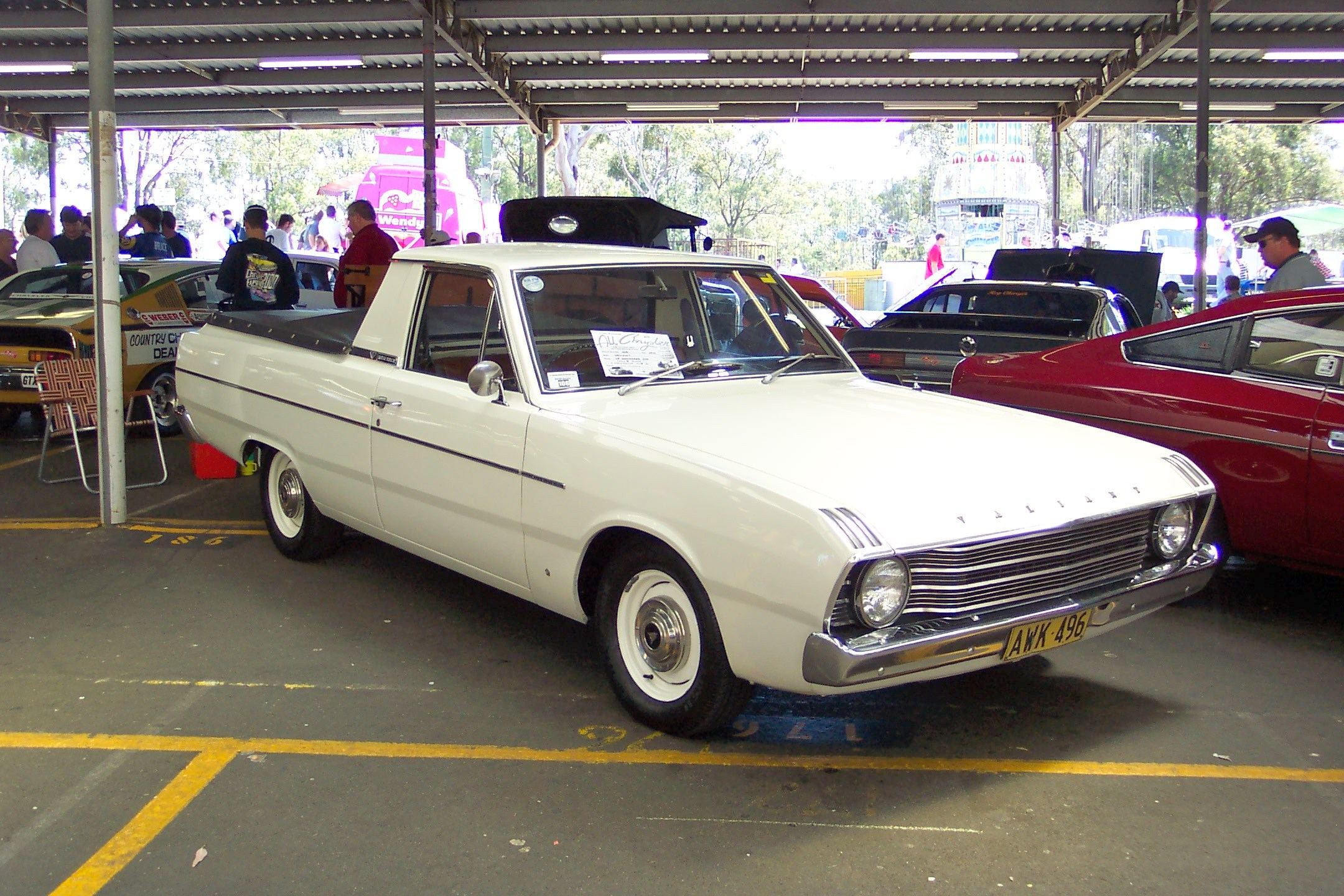
Chrysler Valiant Utility II po liftingu

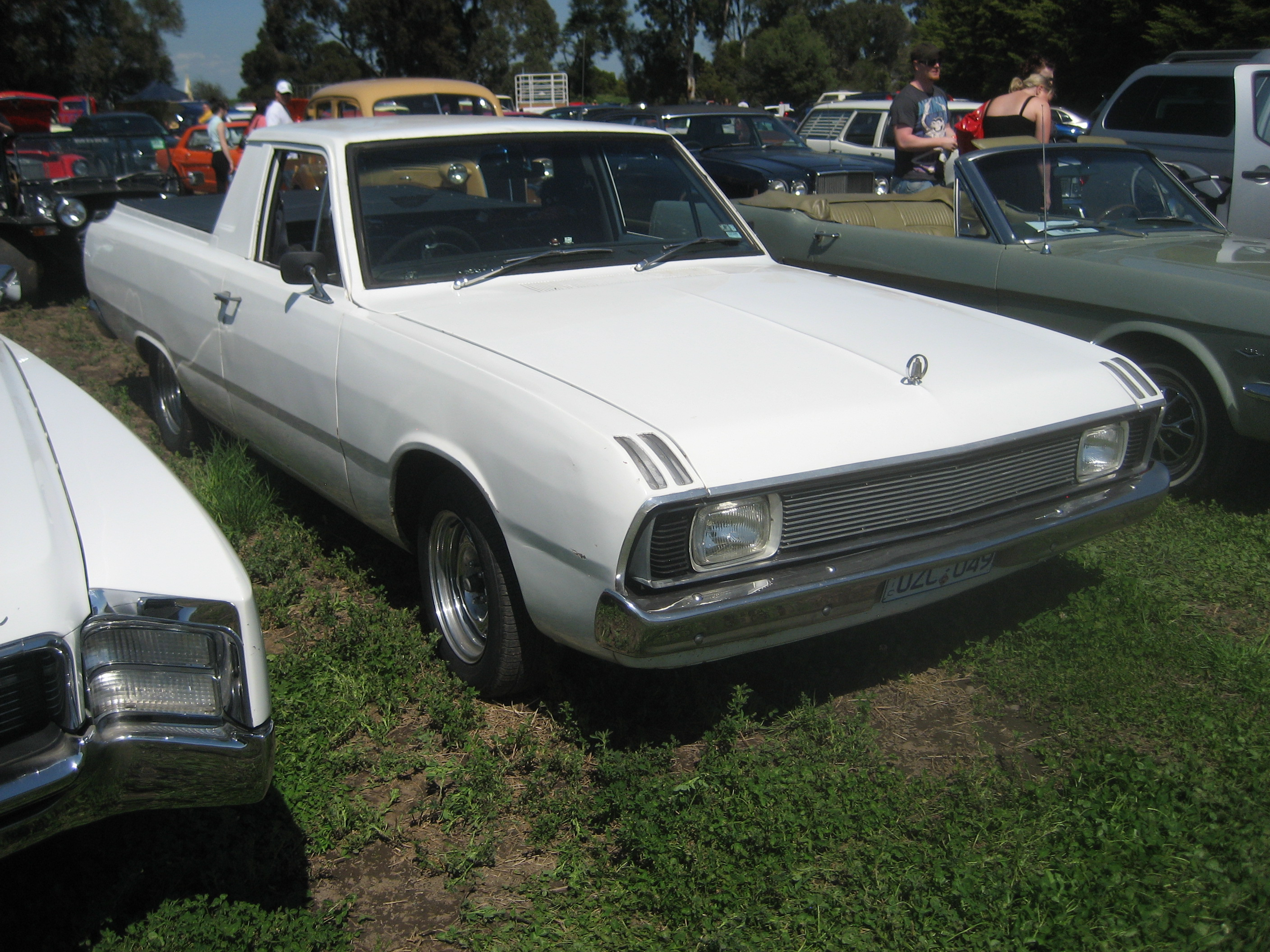
Chrysler Valiant Utility II po drugim liftingu

Chrysler Valiant Utility II został zaprezentowany po raz pierwszy w 1967 roku.
W 1967 roku australijski oddział Chryslera zaprezentował drugą generację modelu Valiant Utility, który w porównaniu do poprzednika przeszedł ewolucyjny zakres zmian. Sylwetka zachowała bardziej kanciaste kształty i większą liczbę chromowanych ozdobników. Ponadto, samochód ponownie oferowany był wyłącznie jako 2-miejscowy, 2-drzwiowy pickup typu coupe utility.

### Restylizacje
Podobnie jak pokrewny model Valiant, model Utility w ciągu 4-letniej obecności na rynku przeszedł dwie duże restylizacje. Obie polegały na zmianie wyglądu pasa przedniego, który w 1969 roku zyskał charakterystyczne ścięcie i chromowane poprzeczki, a w 1970 roku – nową atrapę chłodnicy i kanciaste reflektory.

### Silniki
- L6 3.5l
- L6 3.7l
- L6 4.0l
- V8 4.5l
- V8 5.2l

## Trzecia generacja

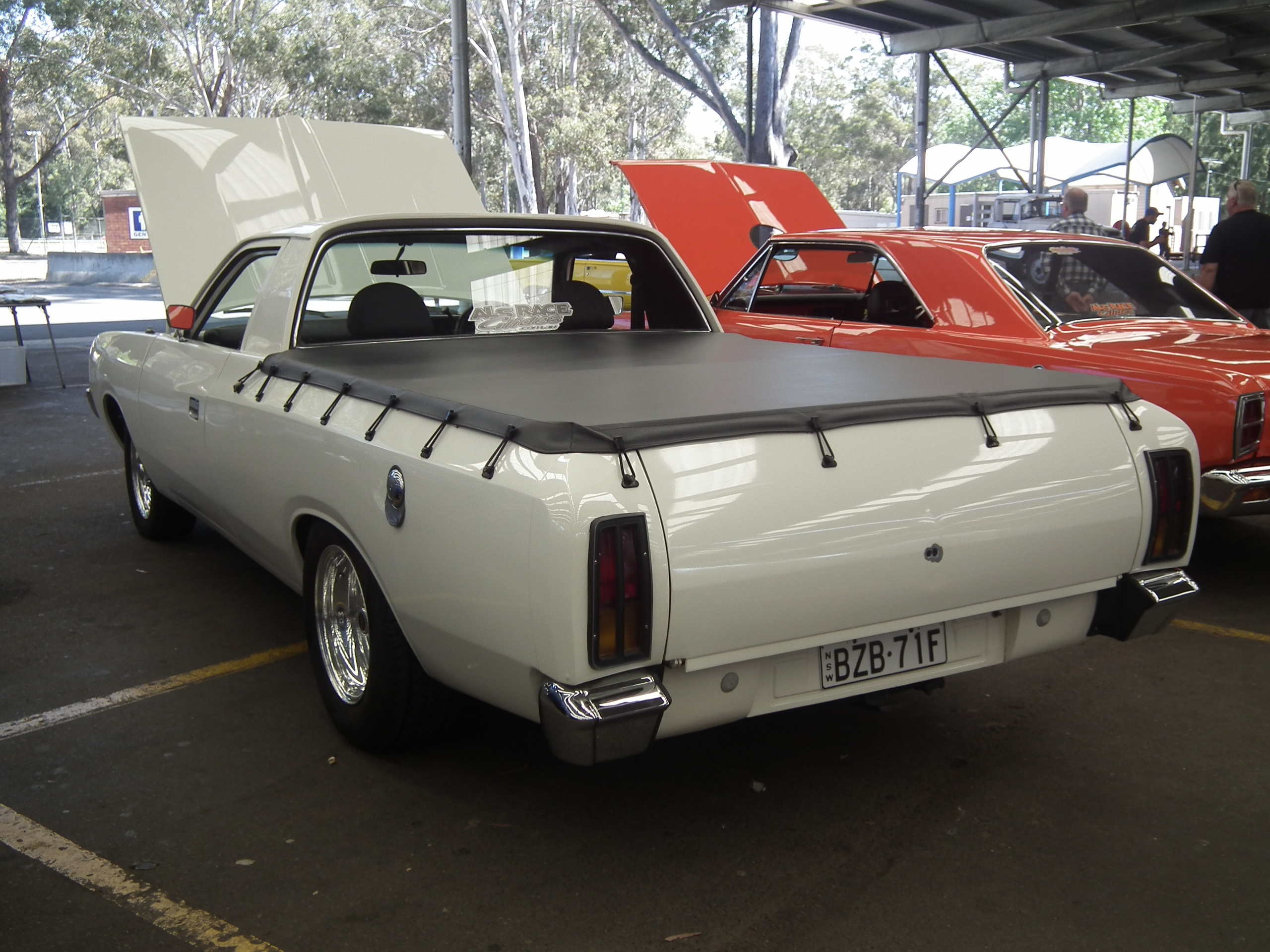
Chrysler Valiant Utility III – tył

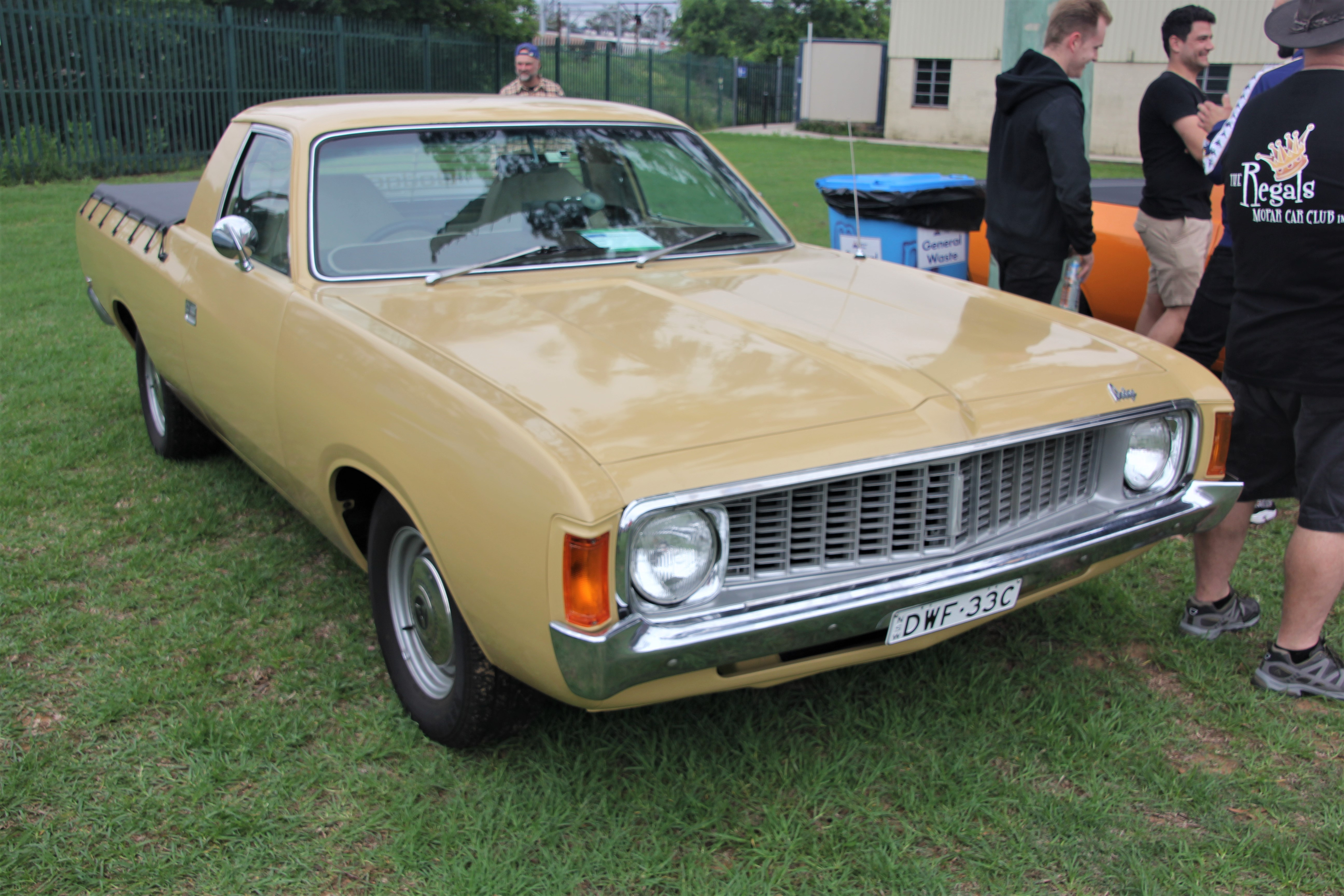
Chrysler Valiant Utility III po liftngu

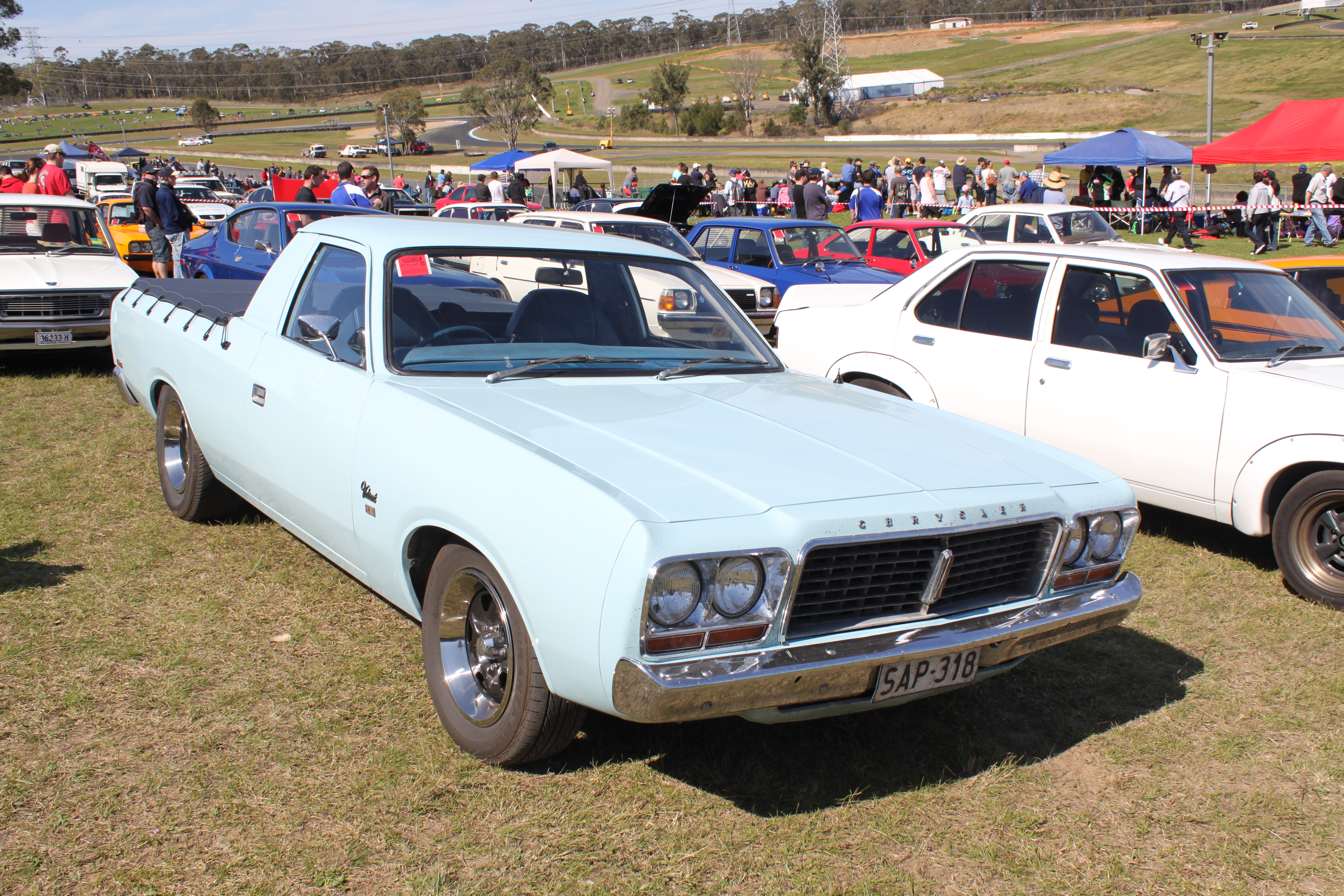
Chrysler Valiant Utility III po drugim liftingu

Chrysler Valiant Utility III został zaprezentowany po raz pierwszy w 1971 roku.
W 1971 roku australijski oddział marki Chrysler zaprezentował trzecią i zarazem ostatnią generację Valianta Utility. Razem z pokrewnym modelem Valiant, samochód zyskał masywniejszą i bardziej awangardowo stylizowaną sylwetkę. Pojawiły się wyraźniej zarysowane błotniki, a także większy przedział transportowy. Typowo dla modelu typu coupe utility, Valiant Utility był oferowany tylko jako 2-drzwiowy, 2-miejscowy pickup.

### Restylizacje
Podczas trwającej 7 lat produkcji trzeciej generacji Chryslera Valianta Utility, samochód przeszedł trzy modernizacje. Pierwsze dwie polegały głównie na zmianie wyglądu pasa przedniego, z kolei trzecia przyniosła zmianę kształtu atrapy chłodnicy i podwójne, okrągłe reflektory.

### Koniec produkcji
W przeciwieństwie do pokrewnego modelu Valiant wytwarzanego do sierpnia 1981 roku, produkcja Valianta Utility skończyła się 3 lata wcześniej, w 1978 roku, tuż przed czwartą generacją osobowego Valianta. Samochód zniknął z oferty bez następcy.

### Silniki
- L6 3.5l
- L6 3.7l
- L6 4.0l
- L6 4.3l
- V8 5.2l
- V8 5.6l
- V8 5.9l